# Villanovaforru
Villanovaforru ist eine italienische Gemeinde (comune) mit 655 Einwohnern (Stand 31. Dezember 2023) in der Provinz Medio Campidano auf Sardinien. Die Gemeinde liegt etwa 22,5 Kilometer nordöstlich von Villacidro und etwa acht Kilometer nordnordwestlich von Sanluri.

## Geschichte
Die Nuraghe Genna Maria ist von besonderer Bedeutung, sodass ein Museum für sie errichtet wurde.

## Einzelnachweise

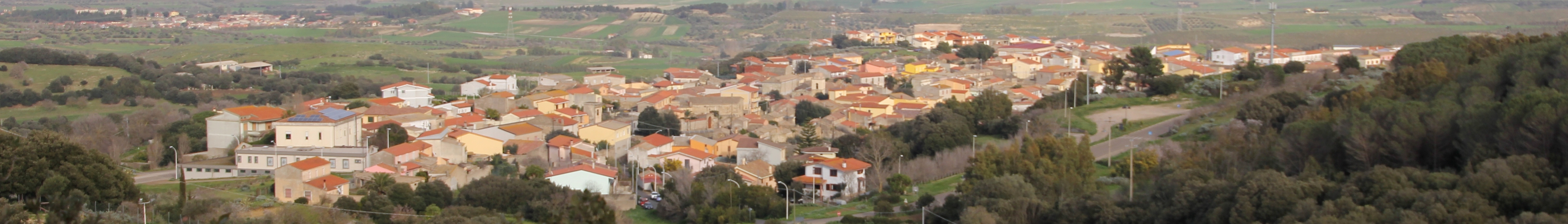
Villanovaforru